# Musée minéralogique de Wurtzbourg
Le musée minéralogique de Wurtzbourg appartient à l'institut de géographie et de géologie de l'université de Wurtzbourg.

## Histoire
Les fonds sont d'abord constitués à la fin du XVIIIe siècle par la collection du cabinet de Bonavita Blank puis élargis grâce à des achats et des contrats de location de l'université, notamment grâce au conservateur Ludwig Rumpf. Avec l'aide de Jakob Beckenkamp, la collection de l'Institut minéralogique-géologique est exposée dans un nouveau lieu de façon plus attrayante. Après la Seconde Guerre mondiale, la collection de minéraux n'est pas accessible au public pendant de nombreuses années. Dans le cadre de la reconstruction de l'université, Siegfried Matthes rouvre le musée minéralogique au public en 1978.